# Golden Globe Challenge
Pour les articles homonymes, voir Golden Globe.
Navigation
G. G. Race 2018
Le Golden Globe Challenge (The Sunday Times Golden Globe Race) est un défi à la voile organisé en 1968 par le journal britannique The Sunday Times à l'initiative de Sir Francis Chichester.
Il fut la première course autour du monde en solitaire sans escale, sans communication, et uniquement en se dirigeant au sextant et à la boussole. Robin Knox-Johnston en fut le vainqueur, en étant le seul des neuf partants à terminer le tour du monde, en 313 jours.
Pour célébrer ses 50 ans la course a été relancée par Guy Bernardin en 2018 sous le nom de Golden Globe Race 2018, avec un départ le 1er juillet depuis Les Sables-d'Olonne en Vendée. Le vainqueur en sera Jean-Luc Van Den Heede, avec un parcours effectué en 212 jours.
Lors de l'édition du Golden Globe Race 2022 la navigatrice Sud-Africaine Kirsten Neuschäfer effectue le parcours en 235 jours, et devient la première femme à gagner un tour du monde en solitaire, sans escale et sans assistance, à l’ancienne au sextant sans technologies modernes.

## Édition initiale
Il n'y eut pas de départ collectif, ni de ligne de départ et d'arrivée prédéfinie. Les concurrents pouvaient s'élancer depuis le port de leur choix (situé au-delà de 40° de latitude nord) entre le 1er juin et le 31 octobre 1968 avant de conclure un tour du monde en solitaire par les trois caps sans toucher terre, sans aide extérieure ni ravitaillement. Un globe d'or récompenserait le premier concurrent à boucler un tour du monde, tandis qu'un second prix de 5 000 £ récompenserait le plus rapide (le départ devant alors se faire depuis un port britannique).
Des neuf concurrents engagés, seul le Britannique Robin Knox-Johnston sur son ketch de 10 m Suhaili, reviendra à bon port après 313 jours de mer et 30 123 milles parcourus. Quatre abandonnèrent avant de quitter l'Atlantique. Des cinq concurrents restants, Chay Blyth, qui avait pris la mer sans aucune expérience de la navigation, franchit le cap de Bonne-Espérance avant d'abandonner ; Nigel Tetley sombra alors qu'il était en tête, à 1 100 miles de l'arrivée (il se suicida quelques années plus tard) ; Donald Crowhurst, qui était resté dans l'Atlantique Sud tout en communiquant par radio de fausses positions faisant croire à une progression « réelle » autour du monde, montra des signes de maladie mentale et se suicida ; Bernard Moitessier rejeta la compétition, abandonnant la course alors qu'il était en bonne place pour la remporter et poursuivit sa route jusqu'à Tahiti, accomplissant un tour du monde et demi. Ce dernier publia le récit de sa navigation : La Longue Route.
Premier et seul arrivé, Robin Knox-Johnston remporta les deux prix. Il fit don des 5 000 £ à un fonds créé pour soutenir la famille Crowhurst. En 1982, il organisera le BOC Challenge, nouvelle course autour du monde en solitaire. Par la suite, l'esprit du Golden Globe renaîtra en 1989, avec la course organisée par le Français Philippe Jeantot, sous le nom de Vendée Globe.

### Cadre légal
On peut noter que cette course, comme toutes les courses longues en solitaire, était à l'époque simplement tolérée par les autorités. En effet, son déroulement est incompatible avec le règlement pour prévenir les abordages en mer, cf. « Tout navire doit en permanence assurer une veille visuelle et auditive appropriée, en utilisant également tous les moyens disponibles qui sont adaptés aux circonstances et conditions existantes, de manière à permettre une pleine appréciation de la situation et du risque d'abordage ».

### Classement
Arrivant :
1. Robin Knox-Johnston sur Suhaili en 313 jours

Abandons :
-  Bernard Moitessier sur Joshua, après 305 jours
-  Nigel Tetley sur Victress, après 250 jours
-  Loïck Fougeron sur Captain Browne, après 97 jours
-  Chay Blyth sur Dyticus, après 97 jours
-  Bill King (en) sur Galway Blazer II, après 89 jours
-  John Ridgway sur English Rose IV, après 50 jours
-  Alex Carozzo sur Gancia Americano, après 15 jours

Disparition (suicide) :
-  Donald Crowhurst sur Teignmouth Electron, vers le 29 juin 1969 après 241 jours

## Rééditions

### Golden Globe Race 2018
Pour célébrer le 50e anniversaire de la première course, un jubilé nommée Golden Globe Race a lieu en 2018. Les participants étaient limités à utiliser des bateaux à voile et équipements similaires à ce qui était disponible dans la course originale. Cette édition, partie le 1er juillet 2018, avait pour point de départ et d'arrivée Les Sables-d'Olonne, en France.
| Rang | Vainqueur              | Pays     | Nom du bateau | Modèle     | Temps     |
| ---- | ---------------------- | -------- | ------------- | ---------- | --------- |
| 1    | Jean-Luc Van Den Heede | France   | Matmut        | Rustler 36 | 212 jours |
| 2    | Mark Slats             | Pays-Bas | Maverick      | Rustler 36 | 214 jours |
| 3    | Uku Randmaa            | Estonie  | Maibi         | Rustler 36 | 252 jours |

### Golden Globe Race 2022
Le 4 septembre 2022 une nouvelle édition prend le départ depuis Les Sables-d'Olonne, en France. Elle est remportée par Kirsten Neuschäfer après 235 jours de mer. Son temps officiel est de 233 j 18 h 43 min 47 s, après déduction des 35 heures de compensation accordées pour le sauvetage de Tapio Lehtinen, un autre concurrent. Simon Curwen est arrivé avec 9 heures d'avance sur Kirsten, mais hors course car il a du faire une escale forcée au Chili pour réparer, et a donc continué en classe Chichester.
| Rang | Vainqueur            | Pays           | Nom du bateau | Modèle         | Temps                      |
| ---- | -------------------- | -------------- | ------------- | -------------- | -------------------------- |
| 1    | Kirsten Neuschäfer   | Afrique du Sud | Minnehaha     | Cape George 36 | 233 jours (temps compensé) |
| 2    | Abhilash Tomy        | Inde           | Bayanat       | Rustler 36     | 236 jours                  |
| 3    | Micheal Guggenberger | Autriche       | Nuri          | Biscay 36      | 249 jours                  |

### Golden Globe Race ultérieur
Un pré-avis de course a été publié pour 2026.